# Solitaire du Figaro 2018
Navigation
2017 2019
La Solitaire du Figaro 2018 (officiellement La Solitaire URGO Le Figaro) est la 49e édition de la Solitaire du Figaro, une course à la voile en solitaire. Elle s'est déroulée en août et septembre 2018 et a été remportée par Sébastien Simon.

## Description
L'édition 2018 de la Solitaire du Figaro est la dernière qui se dispute sur le monotype Figaro 2. L'édition 2019 se disputera sur le nouveau monotype Figaro 3. Le départ de la course a été donné le 26 août 2018 à 13 heures au Havre. 36 skippers de 6 nationalités y prennent part.

## Étapes
|   | Départ                    | Arrivée                   | Distance (milles nautiques) | Vainqueur                                           | Durée de course                               |
| - | ------------------------- | ------------------------- | --------------------------- | --------------------------------------------------- | --------------------------------------------- |
| 1 | Le Havre                  | Baie de Saint-Brieuc      | 570                         | Anthony Marchand (Groupe Royer - Secours Populaire) | 3 jours, 9 heures, 54 minutes et 28 secondes  |
| 2 | Baie de Saint-Brieuc      | Ría de Muros-Noia         | 520                         | Sébastien Simon (Bretagne CMB Performance)          | 2 jours, 14 heures, 5 minutes et 55 secondes  |
| 3 | Ría de Muros-Noia         | Saint-Gilles-Croix-de-Vie | 440                         | Sébastien Simon (Bretagne CMB Performance)          | 3 jours, 15 heures, 57 minutes et 26 secondes |
| 4 | Saint-Gilles-Croix-de-Vie | Saint-Gilles-Croix-de-Vie | 165                         | Anthony Marchand (Groupe Royer - Secours Populaire) | 21 heures, 45 minutes et 38 secondes          |

## Classement général[2]
| Position | Navigateur       | Bateau                           | Durée de course                                   |
| -------- | ---------------- | -------------------------------- | ------------------------------------------------- |
| 1        | Sébastien Simon  | Bretagne CMB Performance         | en 10 jours, 14 heures, 12 minutes et 14 secondes |
| 2        | Anthony Marchand | Groupe Royer - Secours Populaire | à 16 minutes et 9 secondes                        |
| 3        | Charlie Dalin    | Skipper MACIF 2015               | à 26 minutes et 30 secondes                       |
| 4        | Thierry Chabagny | Gédimat                          | à 35 minutes et 37 secondes                       |
| 5        | Benjamin Dutreux | Sateco - Team Vendée Formation   | à 58 minutes et 52 secondes                       |
| 6        | Pierre Quiroga   | Skipper Espoir CEM CS            | à 1 heure, 11 minutes et 17 secondes              |
| 7        | Martin Le Pape   | Skipper MACIF 2017               | à 1 heure, 14 minutes et 41 secondes              |
| 8        | Corentin Douguet | NF habitat                       | à 1 heure, 21 minutes et 51 secondes              |
| 9        | Xavier Macaire   | Groupe SNEF                      | à 1 heure, 22 minutes et 15 secondes              |
| 10       | Thomas Cardrin   | Team Vendée Formation            | à 1 heure, 39 minutes et 52 secondes              |